# Alin Păcuraru
Alin Păcuraru – rumuński zapaśnik walczący w stylu wolnym. Zajął szóste miejsce na mistrzostwach świata w 1985. Srebrny medalista mistrzostw Europy w 1987 i brązowy w 1985 i 1986. Trzeci na MŚ młodzieży w 1985 roku.